# Cassilândia

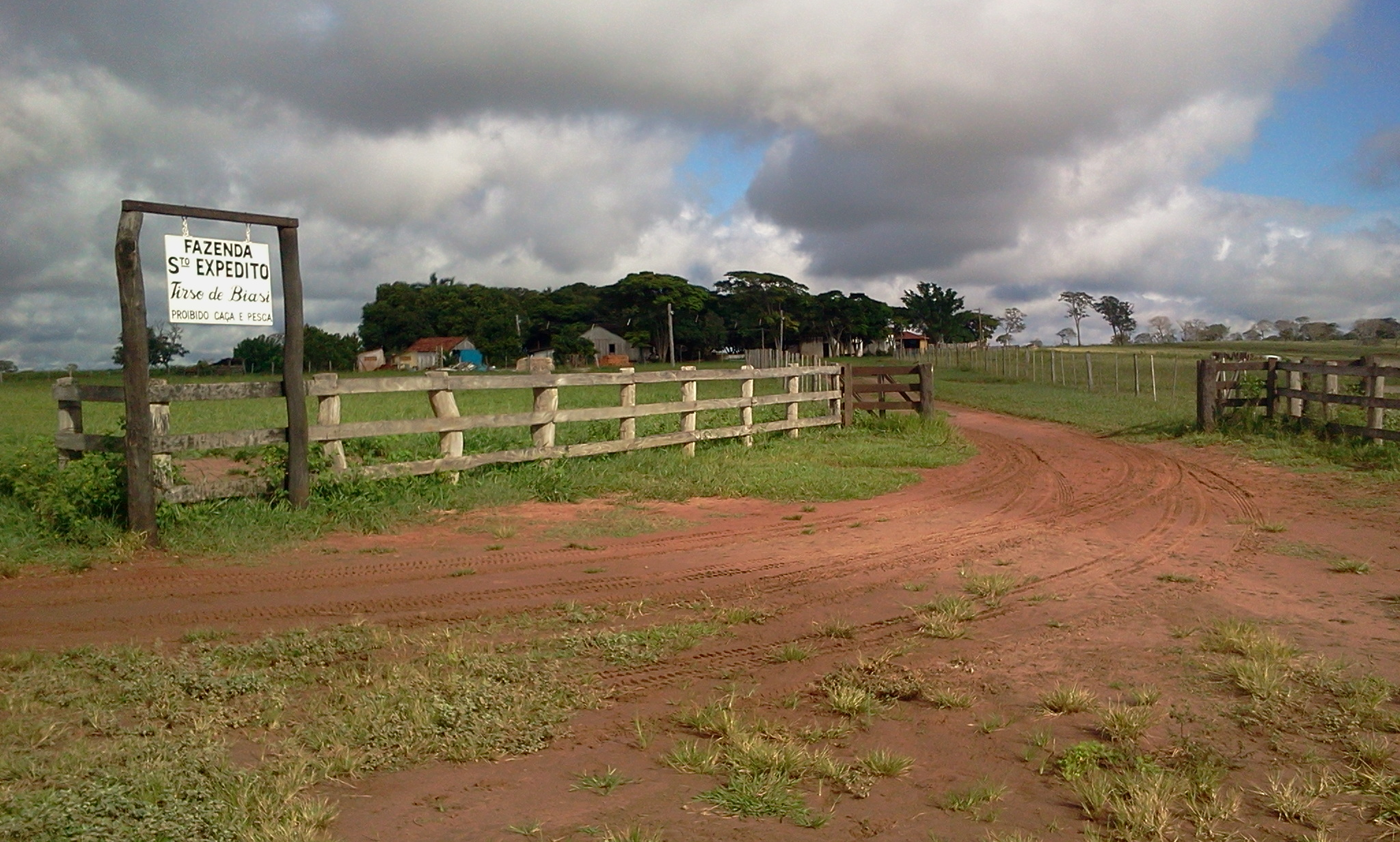
Entrada del municipio de Cassilândia.

Cassilândia es un municipio brasileño ubicado en el estado de Mato Grosso do Sul.

## Geografía
Cassilándia está ubicado en el este del estado antes dicho, limita con el estado de Goiás, y los municipios de Capadáo do Sul, Inocencia y Paranaíba.
Está situado a 470 m s. n. m., la población es de 21.546 habitantes según los datos del IBGE, y la superficie es de 3.649 km².

## Educación

### Primaria
El municipio de Cassilândia cuenta con 8 escuelas primarias, 5 municipales y 3 estatales, además cuenta con 2 escuelas particulares.

### Secundaria
Cassilándia posee una unidad UEMS y otra unidad FIC.